# Invasionsvogel

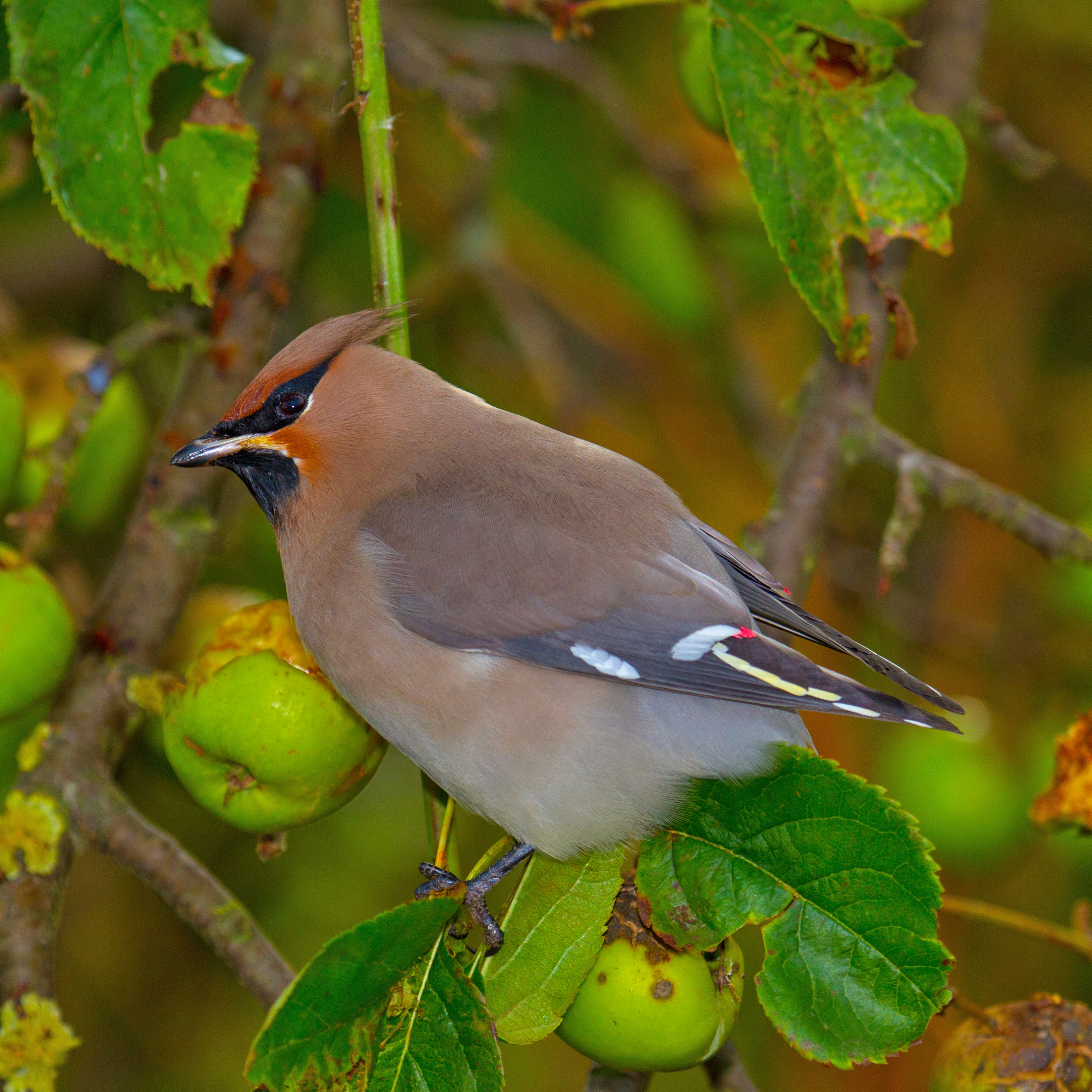
Der Seidenschwanz, in Mitteleuropa ein Invasionsvogel

Ein Invasionsvogel ist ein Vogel, der unter bestimmten Bedingungen Populationsgebiete weiträumig aufgibt und dafür in anderen, oft weit entfernten Landstrichen erscheint. 
Die Invasion in einem Gebiet ist also immer mit einer Evasion aus einem anderen Gebiet verbunden. Auslöser einer Evasion sind hohe Populationsdichte bei gleichzeitigem Nahrungsmangel. Dieser Zustand ist oft nach dem Zusammenbruch einer Mäusegradation gegeben.
Ein bekannter Invasionsvogel ist der Seidenschwanz (Bombycilla garrulus), dessen Nahrungsgrundlage während des Winterhalbjahres stark von der Verfügbarkeit der Vogelbeeren (Eberesche) abhängt. Wenn Mangel an dieser Nahrung besteht, können sich sehr große Schwärme bilden, die in weit entfernte Gebiete abwandern. Das mysteriöse Auftreten der Seidenschwanzschwärme in Mitteleuropa hat frühere Generationen häufig veranlasst, in ihm das Vorzeichen schlimmer Ereignisse zu sehen; der Seidenschwanz heißt im Niederländischen noch immer „Pestvogel“.
Ernst Jünger nimmt darauf am Anfang seines Buchs An der Zeitmauer Bezug.